# Kekuléstraße 5
Das Wohnhaus in der Kekuléstraße 5 ist ein Bauwerk in Darmstadt.

## Geschichte und Beschreibung
Das eingeschossige Wohnhaus wurde im Jahre 1927  nach Plänen des Architekten Wilhelm Pfuhl erbaut. Stilistisch ähnelt das Wohnhaus einem Landhaus. Elemente des Traditionalismus sowie Elemente des Internationalen Stils und des Expressionismus prägen dieses Haus.
Im Inneren ist das Gebäude reich verziert mit Schmuckelementen im reinen Art-déco-Stil, wie etwa Stuckrosetten und der Handlauf im Treppenhaus.
Gut erhalten ist auch die aus der Bauzeit stammende Einfriedung aus Klinkermauerwerk und Holz.

## Denkmalschutz
Das Wohnhaus ist ein typisches Beispiel für den Landhausstil in den 1920er-Jahren in Darmstadt.
Aus architektonischen, baukünstlerischen und stadtgeschichtlichen Gründen ist das Wohnhaus ein Kulturdenkmal.